# Celomats
Els celomats (Coelomata) són animals triblàstics que presenten celoma, si més no durant les fases embrionàries. En aquests animals la mesoderma s'invagina i al seu interior es forma una cavitat, anomenada celoma, que constituirà la cavitat interna de l'animal.
Al concepte de celomat s'oposen el d'acelomat (animals sense cavitat corporal) i el de pseudocelomat (animals en què la seva cavitat general és un blastocel persistent).

## Tipus de celoma
Segons l'origen de la cavitat celomàtica, es distingeixen dos grups:
- Esquizocelomats. El celoma es forma per esquizocèlia, és a dir, a partir d'acúmuls de cèl·lules a l'interior de la gàstrula.
- Enterocelomats. El celoma es forma per enterocèlia, és a dir, invaginacions de l'arquènteron (el tub digestiu embrionari).

## Taxonimia
Els següents fílums són celomats:
- Nemertea
- Acanthocephala
- Entoprocta
- Cycliophora
- Mollusca
- Sipuncula
- Annelida
- Tardigrada
- Onychophora
- Arthropoda
- Phoronida
- Ectoprocta
- Brachiopoda
- Echinodermata
- Chaetognatha
- Hemichordata
- Chordata